# Ina, Kapatid, Anak
Ina, Kapatid, Anak ist eine philippinische Drama-Fernsehserie, die vom 8. Oktober 2012 bis zum 14. Juni 2013 auf ABS-CBN ausgestrahlt wurde.

## Hintergrund
Die erste Episode der Serie hatte ihre Premiere am 8. Oktober 2012 auf ABS-CBN. Für die Serie wurden einige Stars der philippinischen Film- und Fernsehwelt gecastet. Nicht nur Kim Chiu, Maja Salvador, Xian Lim und Enchong Dee, der die Hauptrolle übernahm, sind zu sehen. Die weibliche Hauptrollen übernahmen Cherry Pie Picache, Janice de Belen, Ariel Rivera, Ronaldo Valdez, Eddie Gutierrez und Pilar Pilapil, die beide schon früher mit Chiu, Salvador, Lim und Dee zusammengearbeitet haben. Regie führten Don M. Cuaresma und Jojo A. Saguin.

## Besetzung
| Schauspieler       | Rolle                                            |
| Kim Chiu           | Celyn Marasigan-Lagdameo / Celyn A. Buenaventura |
| Maja Salvador      | Margaux Marasigan-Castillo                       |
| Xian Lim           | Liam Lagdameo                                    |
| Enchong Dee        | Ethan Castillo                                   |
| Cherry Pie Picache | Theresa C. Apolinario-Buenaventura               |
| Janice de Belen    | Beatrice C. Elizalde-Marasigan                   |
| Ariel Rivera       | Julio Marasigan                                  |
| Ronaldo Valdez     | Zacharias Apolinario                             |
| Eddie Gutierrez    | Lucas Elizalde                                   |
| Pilar Pilapil      | Yolanda Cruz-Elizalde                            |
| John Regala        | Emilio „Mio“ Buenaventura (Tony Montana)         |
| Mickey Ferriols    | Lourdes „Lulu“ Castillo                          |
| Christian Vasquez  | Antonio Lagdameo, Sr.                            |
| Jayson Gainza      | Oscar Apolinario                                 |
| Francine Prieto    | Martina Lagdameo                                 |
| Rufami             | Aliyah                                           |
| Mike Austria       | Aurelio Castillo                                 |
| Clarence Delgado   | Ivan Lagdameo                                    |
| Alex Medina        | Diego Medina / Joshua Buenaventura               |
| Greggy Santos      | Badong                                           |